# Mirco Gerson
Mirco Gerson (Belp, 29 de dezembro de 1992) é um jogador de vôlei de praia suíço, atleta olímpico do Jogos Olímpicos de Tóquio.

## Carreira
Em 2018 inicia a parceria com Adrian Heidrich sendo no circuito nacional quarto colocado na etapa de Zurique, vice-campeões em Olten, Rorschach e Bern, além do título em Locarno. Disputaram o qualificatório para o torneio quatro estrelas de Haia e três estrelas de Kish, vigésimo quinto lugar no quatro estrelas de Doha e no cinco estrelas de Viena, décimo sétimo no uma estrela de Omã e nos quatro estrelas de Ostrava e Warsaw, obtendo as nonas colocações no quatro estrelas de Xiamen e Moscou, terceiro lugar no tres estrelas de Lucerna e quarto posto no tres estrelas de Mersin, assim como no cinco estrelas de Gstaad e no Campeonato Europeu de 2018 realizado em Haia.
Em mais uma temporada com Adrian Heidrich, terminaram em 2019 no circuito nacional,  em terceiro lugar na etapa de Olten e foram campeões na etapa de Bern.Pelo correspondente circuito mundial, terminaram em quinto no quatro estrelas de Haia, cinco estrelas de Vienna, décimo sétimo no quatro estrelas de Xiamen,  Warsaw e Espinho, mesma posição no Campeonato Mundial de Hamburgo, além dos nonos lugares no  Campeonato Europeu de Moscou, no quatro estrelas de Moscou, no quatro estrelas de Itapema, no cinco estrelas de Gstaad,  no FIVB Finals  em Roma. No torneio qualificatório olímpico  na China em 2019 terminaram em sétimo lugar, venceram a Copa Continental em Londres e o primeiro ouro no circuito mundial ocorreu no torneio tres estrelas de Qinzhou.
Em 2020 disputaram o Campeonato Europeu em Jūrmala terminando em nono lugar, na sequencia conquistaram o título do torneio uma estrela de Baden e terminaram em terceiro no Circuito Austríaco na etapa de Wolfurt.Em 2021 conquistaram a Copa COntinental em Baden novamente, e terminaram na décima sétima posição no quatro estrelas de Katara e III evento em Cancún, nono lugar no II evento em Cancún, também no quatro estrelas de Sochi e Gstaad, o trigésimo terceiro no quatro estrelas de Ostrava e vigésimo primeiro no I evento. conquistando as vitórias em ambas e obtiveram a qualificação para os Jogos Olímpicos de Verão de 2020, após conquistar o título da etapa  de Haia no CEV Final Continental Cup.

## Títulos e resultados
- Torneio 1* de Baden do Circuito Mundial de Vôlei de Praia:2020
- Torneio 3* de Qinzhou do Circuito Mundial de Vôlei de Praia:2019
- Torneio 3* de Lucerna do Circuito Mundial de Vôlei de Praia:2018
- Torneio 3* de Mersin do Circuito Mundial de Vôlei de Praia:2018